# Майкл Скот
Майкл Скот или Скотт (англ. Michael Scot, лат. Michael Scotus) (1170/75/90/1200 — ок. 1236) — шотландский учёный — переводчик, математик и философ. Благодаря Майклу Скоту учёным европейских стран стали доступны на латыни некоторые произведения античных и арабских мыслителей.
Майкл был каноником в Толедо, где в 1217 году закончил перевод трактата Аль-Битруджи о сфере, перевел трактаты Аристотеля: «История животных» с иврита или арабского, «О небе», «О душе» с комментарием Аверроэса. Леонардо Фибоначчи использовал переведённые им произведения и посвятил Майклу второй, исправленный вариант Книги абака. Майкл служил придворным астрологом императора Священной Римской империи Фридриха II, согласно легенде, именно Майкл предсказал, что Фридрих найдёт смерть в месте, названном в честь цветка. В сицилийский период жизни Скот в основном писал трактаты по астрологии, также ему приписываются несколько алхимических произведений.
Майкл скончался в начале 1236 года. После смерти он стал известен как маг и чародей. Данте поместил его в Аду среди магов и предсказателей; Боккаччо упоминал его как некроманта, Вальтер Скотт писал, что в Шотландии Скота считали волшебником. Образ Майкла, возможно, находится на фреске Андреа Бонайути в Испанской капелле базилики Санта-Мария-Новелла.

## Биография

### Происхождение
Обстоятельства жизни Майкла Скота овеяны легендами. Место его рождения и какие-либо подробности о его семье неизвестны. До середины XIX века шотландские авторы (Роберт Сиббальд, Патрик Тайтлер, Вальтер Скотт) отождествляли Майкла с сэром Майклом Скоттом из Балуэри, отправленным посланником в 1290 году в Норвегию. Начало такому отождествлению положил Гектор Бойс. Однако эта версия отбрасывается большинством современных историков, с учётом того, что Майкл Скот из Балуэри ездил с повторным посольством в Норвегию в 1310 году, а Майкл Скот астролог родился не позже 1200 года. Также Майкл Скот из Балуэри иногда называется сыном Майкла Скота астролога.
Роджер Бэкон уверенно указывал, что Майкл происходил из Шотландии или Ирландии. Перечисляя известных учёных-переводчиков и указывая происхождение каждого, Бэкон писал: «Gerardum Cremonensem [Кремонский], et Michaelem Scotum [Шотландский или Ирландский], et Alvredum Anglicum [Английский], et Heremannum Alemannum [Германский], et Willielmum Flemingum [Фламандский]». Бэкон был современником Майкла и встречался с ним лично, поэтому свидетельство Бэкона весомо. Гвидо Бонатти (начало XIII — конец XIII века), бывший тоже младшим современником Скота, как и Бэкон, называл его Scōtus, имея в виду происхождение.
В те времена «Scōtus» уже могло означать как гэльское происхождение (шотландское или ирландское), так и фамилию, принадлежность к клану Скот(т)ов. При этом известно, что клан Скот(т)ов из Лоуленда происходил из Ирландии. В связи с назначением Майкла архиепископом в Ирландию можно было бы предположить, что «Scōtus» означало «ирландец», но Майкл отказался от позиции архиепископа Кашельского в Ирландии, утверждая, что он не знает гэльского языка. Отказ Майкла от этого назначения даёт основания сомневаться в версии его происхождении с островов, но не отвергает её. По словам антиквария Лиланда (1503—1552), он «от авторитетных людей» узнал, что Майкл происходил из Дарема. Майкл получал доходы в Англии и Шотландии без каких-либо явных указаний места, откуда происходил.
Историк Минио-Палуэлло указал, что помимо имени нет никаких других очевидных доказательств того, что он был с Британских островов. Нет никаких указаний на конкретное место проживания в Англии, и нигде в своих географических и метеорологических работах Майкл не проявлял особого интереса к Шотландии и Ирландии; ничто не указывает на то, что английский был его родным языком.

### Ранние годы
Дату рождения Майкла оценивали приближённо. При этом нужно учитывать, что он уже был переводчиком около 1217 года. Настойчивые предложения бенефициев (доходов) в середине 1220-х годов дают основание думать, что он был ещё молод. Рождение Майкла датируется 1170 годом, 1190 годом, «до 1200 года», и чаще всего 1175 годом.
Мало известно о детстве Скота. Его образование, якобы, началось в церковной школе Дарема. В письме к Стефану Лэнгтону, написанном 16 января 1227 года, папа Гонорий III писал про Майкла как о посвятившем себя наукам с детства. Историк средневековой науки Линн Торндайк описывает Майкла как сироту, воспитанного дядей.
Ничего точного не известно и об университете, в котором Майкл учился. По легенде учился Майкл и в Сорбонне, и Оксфорде. Контекст упоминаний Сорбонны мог означать, как то, что он был там, учеником, так и то, что он преподавал там. Могло быть и то, и другое. А за обучение в Оксфорде, по легендам, Скот заплатил золотом гномов. В университетах Скот изучал математику, астрологию (в том числе астрономию), алхимию и медицину. По всей видимости, он изучал и теологию, так как в определённый период своей жизни был рукоположён в сан священника. В Сорбонне Майкла называли математиком.
Самые ранние документальные упоминания о его жизни и работе относятся к его пребыванию в Толедо. К этому времени Майкл Скот уже знал арабский. Он принадлежал к толедской школе перевода, уже давшей в предыдущем столетии известных переводчиков, таких как Герард Кремонский (1114—1187). В Толедо Майкл приехал в 1209 или 1210 году. Согласно Британской энциклопедии, первое упоминание Майкла Скота относится к 1217 году, однако это не так. Майкл Скотт был каноником собора в Толедо и, как считается сопровождал архиепископа Толедского Родриго Хименеса на четвёртый Латеранский собор в Риме в 1215 году. Во всяком случае, «магистр (мастер) Микаель Скотус» перечислен среди сопровождающих лиц в документах собора. Родриго Хименес в Толедо покровительствовал переводчикам и поддерживал их работу. Вероятно, Майклу помогали и еврейские ученые. Считается, что с помощью еврея, позже обратившегося в христианство и называемого Абута Левита (Abuteus Levita) или Мастер Эндрю, он перевёл с арабского на латынь трактат Аль-Битруджи о нептолемеевой астрономической системе. 18 августа 1217 года Майкл упоминается как автор уже законченного текста перевода. Помимо арабского, возможно, Майкл изучал иврит.

### В Италии

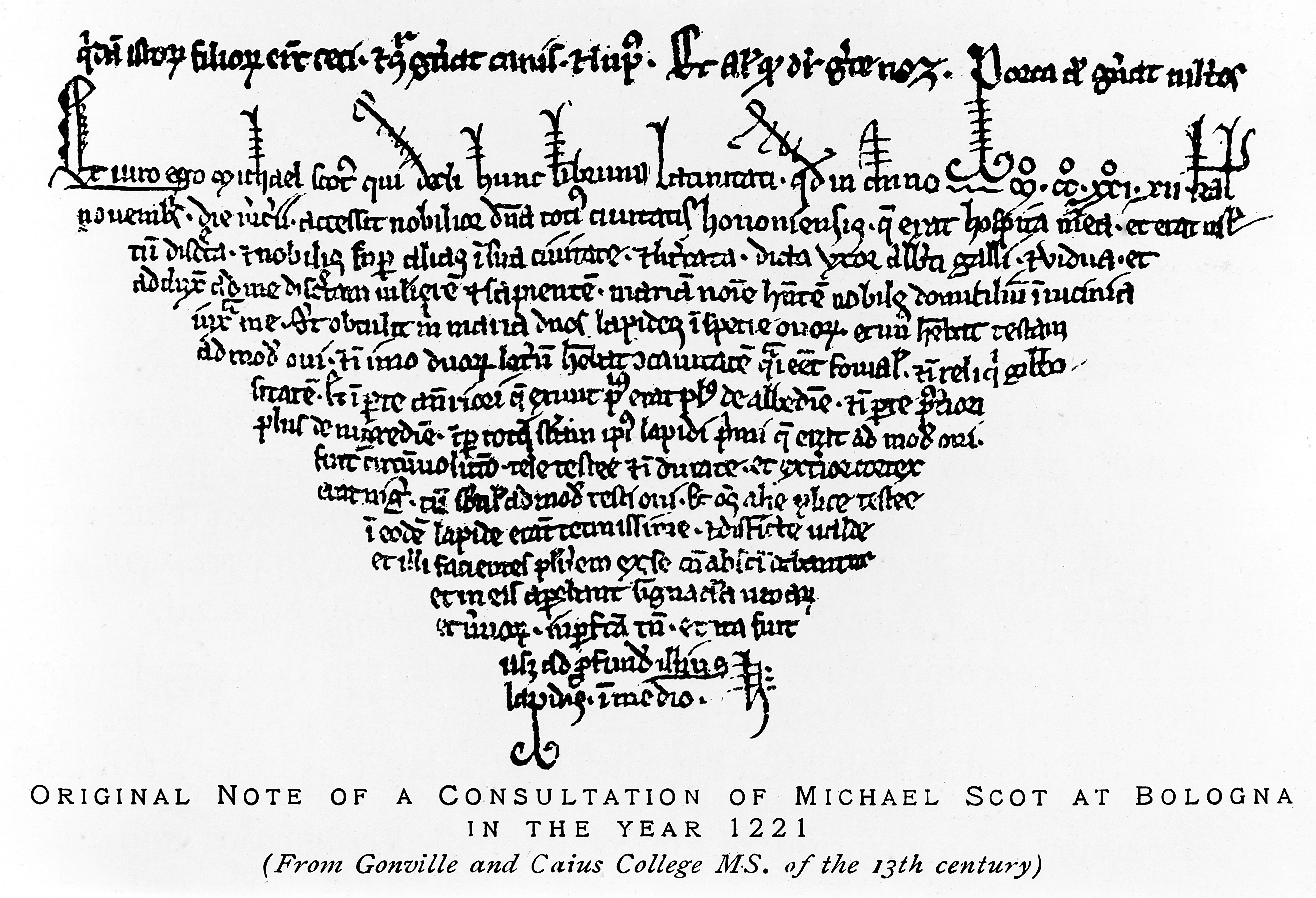
Запись Майкла о консультации

Точно известно, что 1220 году Майкл был в Италии и в 1220 или 1221 годах жил в Болонье в доме вдовы некоего Альбертуса Галлуса. Во время проживания там у него была возможность изучить и описать опухоль матки, сохранилась запись Майкла об этой врачебной консультации. Продвигалась и религиозная карьера Майкла: к 1224 году Майкл был рукоположён в сан священника, с 1224 по 1227 год он пользовался благосклонностью понтифика. Папа Гонорий III пожаловал ему бенефиции в Англии и назначил его архиепископом в город Кашел в Ирландии. В связи с этим Майкл был рекомендован папой королю Генриху III. Майкл не принял назначения, сославшись на незнание гэльского языка. Известно, что по указаниям Гонория III и Григория IX в 1225 и 1227 годах он получал дополнительные бенефиции от Стефана Лэнгтона, архиепископа Кентерберийского.

### Скот и Фридрих
Согласно сохранившимся документам, в 1227/28 годах Майкл Скот находился при дворе Фридриха II Гогенштауфена (1194—1250), императора Священной Римской империи, где общался с Леонардо Фибоначчи. Оба они сыграли свою роль в передаче большой части научных знаний от мусульман (в основном, из мавританской Испании) в Европу (в Италии и на Сицилии). Фибоначчи использовал переводы Майкла для написания второй редакции «Книги абака», и в 1228 году Фибоначчи, уже из Пизы, прислал Майклу исправленную копию своего главного труда с посвящением Майклу.
Фридрих II разрешил первые анатомические вскрытия, несмотря на протесты католической церкви, поскольку знание анатомии человека было жизненно важно для улучшения медицины. В 1543 году, в том же году, когда Коперник написал свой трактат об астрономии «О вращении небесных сфер» (лат. De revolutionibus orbium coelestium), Андреас Везалий написал свой трактат по анатомии «О структуре человеческого тела» (лат. De Humani Corporis Fabrica). Вскрытия тел выявили много анатомических ошибок древнегреческого врача Галена. Это направление научной деятельности, как и многие другие имеют истоки в деятельности учёных при дворе Фридриха. Во времена «темных веков» проблема заключалась даже не в полной недоступности книг, многие из которых были уничтожены во время падения Римской империи. Исчезла сама «научная среда», в которой существовали эти книги и знания. Однако мусульманская наука сохранила произведения античности, а Майкл Скот сыграл связующую роль в «доставке» этих знаний в Европу.

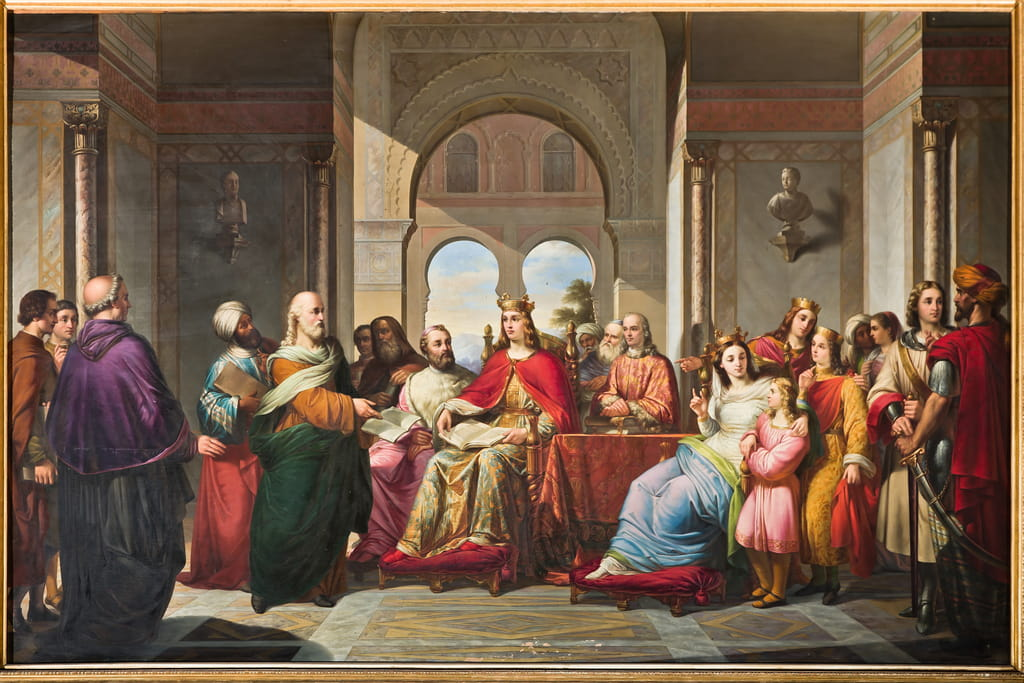
Фридрих II получает от Майкла Скотта перевод произведений Аристотеля
Палаццо Норманни, Палермо
Джакомо Конти, 1860

В письме от 1227 года, записанном Скотом в его «Книге частностей» (лат. Liber particularis), Фридрих задавал ему вопросы о происхождении земли, о географии и управлении небесами, о том, что находится за пределами последнего неба, в котором находится Бог, о точном местоположении ада, чистилища и райского сада. Он также спрашивал о душе, о вулканах, реках и морях. По словам Салимбене, Фридрих пытался проверить расчеты Скота:
он спросил Михаила Скота, своего астролога, на каком расстоянии от неба находится дворец, и тот ответил, как ему представлялось верным, Фридрих отправил его в другие земли королевства, под предлогом проведения измерений, и удерживал его там в течение нескольких месяцев, велев строителям или плотникам так уменьшить размеры дворцового зала, чтобы никто не мог этого заметить. И так и было сделано. И когда, спустя много дней, в том же дворце император встретился с вышеупомянутым астрологом, то, начав как бы издалека, он спросил у него, таково ли расстояние до неба, как он сказал в прошлый раз. А тот, произведя расчет, ответил, что или небо поднялось, или, наверное, земля сжалась.Салимбене Пармский.

### Последние годы
В 1230 году Скот вернулся в Италию из странствий в Англию, где к тому времени получили широкую известность его переводы Аристотеля. Примечательно, что английские ученые считали автором этих трудов самого Майкла. В Оксфорде Скот встретил молодого Роджера Бэкона, который записал, что Майкл посетил Оксфорд «около 1230 года». Скот также исследовал остров Липари, пытаясь понять (в алхимическом смысле) известную сейчас связь между вулканической деятельностью и присутствием в породах золота.

Можно предположить, что Майкл не был в зависимости от Фридриха, когда в 1224 — 27 годах он пользовался поддержкой папского двора или когда он посвящал Стефану Провансскому перевод De caelo Аристотеля с комментариями Ибн Рушда. В 1231 году, Стефан занимал ключевое положение, чтобы решить ввести тексты Аристотеля в изучении в Университете Парижа. Торндайк выдвигает гипотезу о том, что в 1230 году Майкл читал в Сорбонне лекции.

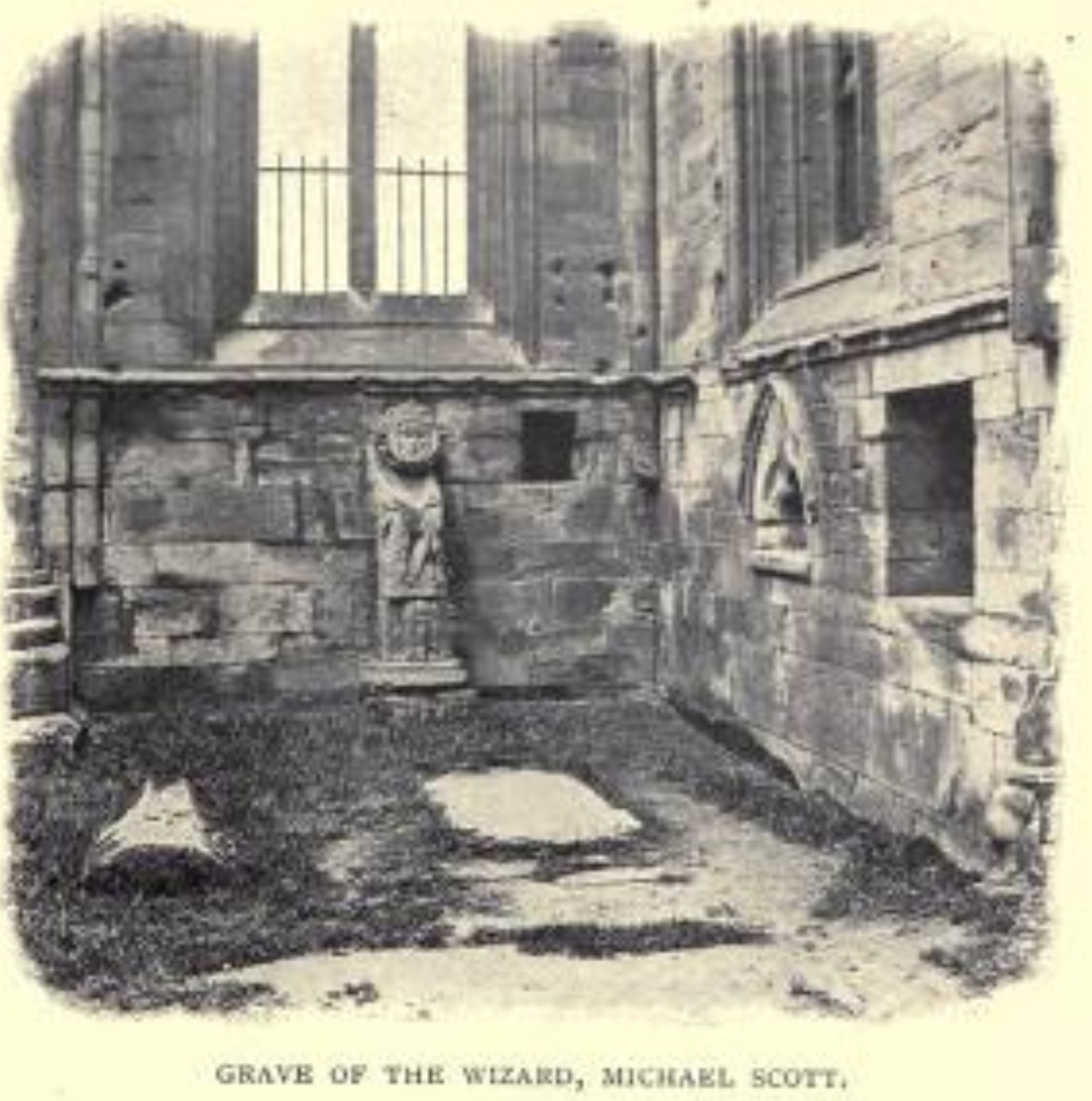
Фотография предполагаемого захоронения Майкла Скота в аббатстве Мелроуз.

Вскоре после этого Майкл поступил на службу к императору. Он занимался написанием серии трудов по астрологии, метеорологии и физиогномике. Эти труды, все посвящённые Фридриху, показывают знакомство с медициной, музыкой, алхимией, с философией Аристотеля. В своих работах Майкл заявлял о себе как о самом точном среди астрологов, высоко ценимом наставнике и консультанте Фридриха II. «Астрологом императора» называл его Салимбене и другие хронисты, хотя никаких документов канцелярии двора, подтверждающих или опровергающих это, не сохранилось. Не ясно, находился ли Скот при дворе постоянно. Не позже середины 1232 года, Майкл посвятил Фридриху свой перевод трактата «О животных» (лат. De animalibus) Ибн-Сины. Это единственная точная дата относительно его отношений с императором. Посвящение, введение, и содержание его астрологических работ вместе с замечаниями Генри Авраншского предполагают, что отношения с императором были постоянными в последние годы перед смертью Майкла.
Хотя и не сохранилось каких-либо официальных документов об этом, но предполагается, что на этой службе он оставался до своей смерти. В начале 1236 года Майкла уже не было в живых. Последние годы своей жизни Скот провел за написанием книг по физиогномике и астрологии. Вокруг его смерти ходили легенды. Якобы, он сам предсказал, что умрёт от удара маленького камня по голове и, чтобы защитить себя, он носил железный шлем. Когда он снял шлем в церкви, чтобы обнажить голову, смертельный камень упал на него с крыши. По одной версии он умер в Италии. Вальтер Скотт записал легенды, согласно которым Майкл вернулся на родину в Шотландию, чтобы умереть. По его словам, есть два места, называемые местом захоронения Скота, это Home Coltrame в Камберленде и аббатство Мелроуз. В начале XX века, когда Джон Стоддард был в аббатстве Мелроуз, он видел некое «захоронение Майкла Скота».

## Труды
Труды Скота, в основном незавершенные, касались астрологии, алхимии, «магии», включали метеорологию, теорию музыки и различные комментарии специализированного характера. Перу Майкла принадлежат трактаты:
«О сфере» (лат. Super auctorem spherae), опубликованная в Болонье в 1495-м и в Венеции в 1631 году.
«О солнце и луне» (лат. De natura solis et lunae), опубликованная в Страсбурге в 1622 году.
«О хиромантии» (лат. De chiromantia), небольшая по объёму работа, часто издававшаяся в XV веке.
«Мастерство» (лат. Magisterium).
«Книга света» (лат. Liber Luminis Luminum).

### Liber introductorius

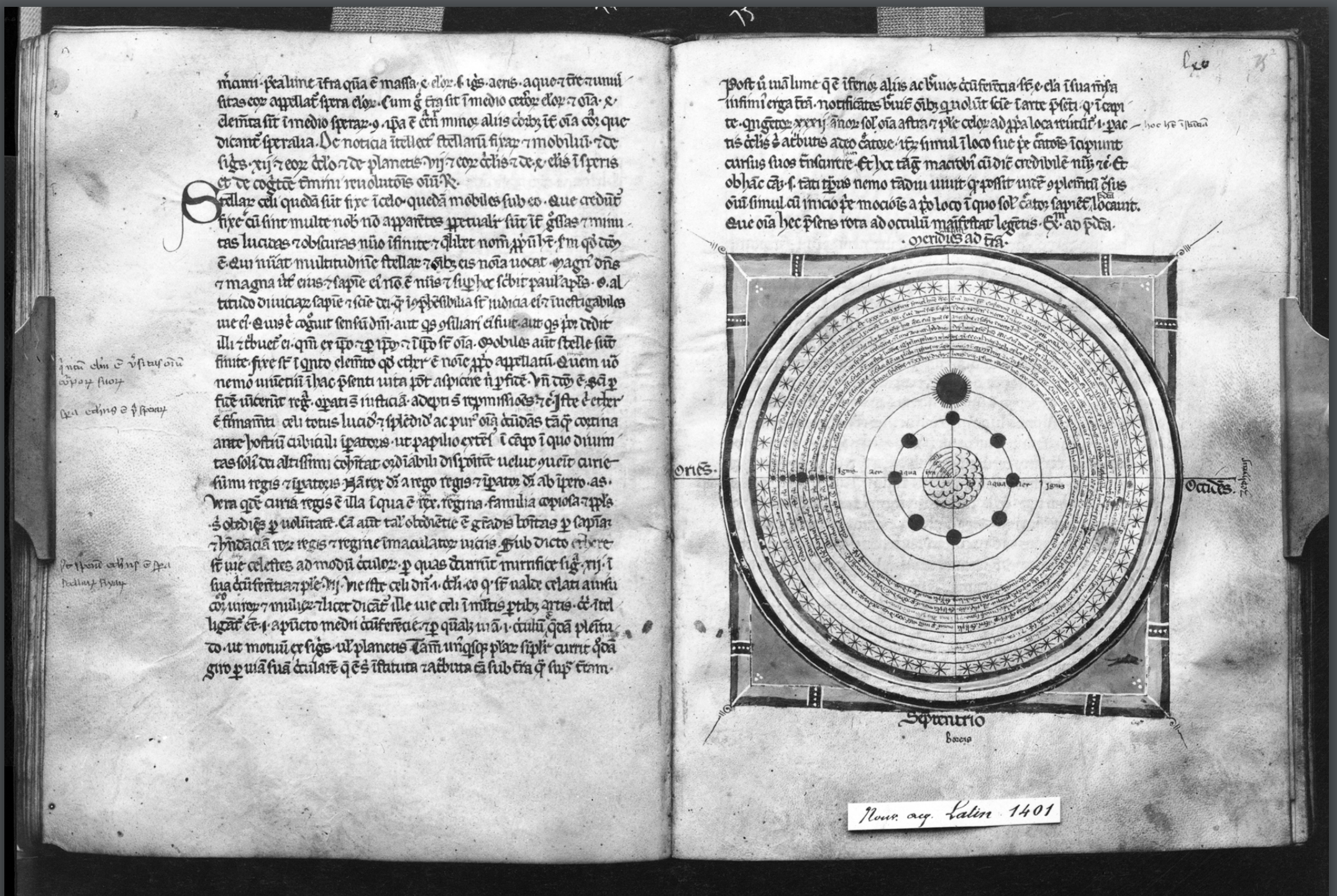
Листы 64v-65r из самой ранней известной рукописи Liber introductorius (MS nouv. acq. lat. 1401)

Главный труд (лат. magnum opus) Майкла — «Великая книга по введению [в астрологию]» (лат. Liber introductorius), написанная, вероятно, в 1228 году с предисловием на имя Фридриха II. Известно о существовании четырёх рукописей Liber introductorius. Две — в короткой редакции, две — в длинной. Самые ранние тексты:
- Париж, Национальная библиотека, MS nouv. acq. lat. 1401, короткая редакция. Это самый ранний вариант текста; относится примерно к 1279 году. Страницы были перенумерованы после того, как трактат был объединён с десятистраничным текстом, который содержит календарь для 1279 года и таблицу для определения дат Пасхи с 1279 по 1374 год (пять девятнадцатилетних Метоновых циклов). Датировка документа 1279 годом согласуется с результатами палеографического исследования[30].
- Мюнхен, Баварская Государственная библиотека, MS Clm. 10268, длинная редакция. Создание рукописи может быть датировано временем не позднее 1320 года, благодаря пометке на листе 76v, сделанной переписчиком. Датировка согласуется с данными палеографического исследования[30].

Есть ещё одна короткая версия текста, хранящаяся в Библиотеке Эскориала (датируется третьей четвертью XIV века) и длинная версия, хранящаяся в Бодлеанской Библиотеке Оксфорда (датируется третьей четвертью XV века).
Liber introductorius составлена из трёх частей: «Книга четырёх различий» (лат. Liber quatuor distinctionum), «Особая книга» (лат. Liber specificis) с «Чудесами мира» (лат. De mirabilibus mundi), «Книга физиогномики» (лат. Liber physiognomiae). Иногда первую часть книги называют тоже Liber introductorius. Единство трёх частей — это не более, чем единство сборника независимых трактатов. Похоже, что Майкл собрал те из своих сочинений, которые по его мнению могли заинтересовать императора, независимо состояния готовности. Труд, видимо, никогда не был закончен, поскольку не был обнаружен упомянутый в предисловии эпилог.
Книга ориентирована на новичков и написана простым стилем. Основной её темой была астрономия, частично смешанная с астрологией, включая систематическое описание отдельных небесных тел, их сферы и их движения. Трактат содержит астрологические, научные и общие знания, в основном извлечённые из работ других авторов и расширенные личными наблюдениями. При этом использовались труды многих авторов. Среди источников Майкла можно указать Библию, Альмагест Птолемея, Аль-Фергани, Абу Машар, Толедские таблицы. Но Liber introductorius в целом — больше, чем просто набор собранных сведений. Майкл переоценивает и пересматривает заимствованную информацию (например, расстояние небес от земли). При изложении противоречивых доктрин он использует критический подход. Майкл также указывал, что для исследования рая, ада и чистилища должны применяться научные исследования.

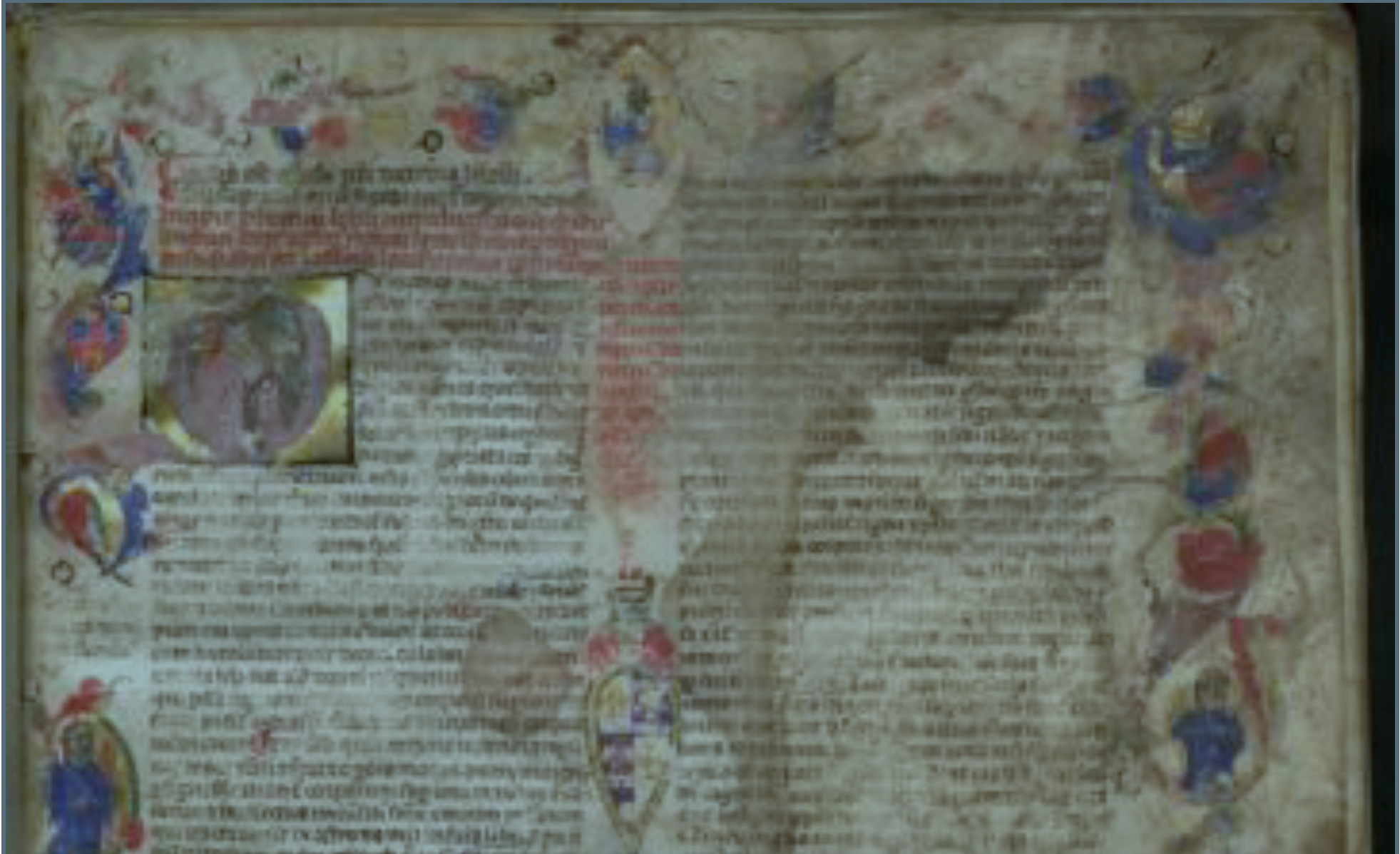
Инициал, содержащий изображение автора из самой ранней «длинной» рукописи(clm 10268, fol.1r)

Две главы «Книги четырёх различий» посвящены музыке:
- Первая — «Данные о гармонии 7 орбит (сфер) в небесах» (лат. De notitia armonie sive celorum 7 orbium in celo). Она строго посвящена связи между музыкой и астрономией, в этой главе автор излагает традиционную теорию гармонии сфер[33][34].
- Вторая — «Данные об искусстве музыки» (лат. De notitia totius artis musice). Это настоящий трактат о музыке; в нём собраны все основные понятия о музыкальной теории того времени во всех её различных культурных и практических аспектах: определение музыки, её классификация, легенды о её изобретении, деления монохорда и правила литургического пения. Изложение построено как диалог между мастером и его учеником[33]. Майкл ссылается лишь на Боэция и Гвидо д’Ареццо[35][33]. Текст демонстрирует познания автора в итальянской музыкальной практике и современной автору музыкальной терминологии. Салимбене использовал термин cantus fractus , противопоставляя его cantus firmus. Майкл Скот предлагает объяснение термина fractus. Перечисляя интервалы шкалы, он называет тон между нотами F (фа) и G (соль), но добавляет, что этот тон «ломает» интервал, и можно получить полутон: так Майкл указывает на F# (фа-диез). Поэтому кантус-фрактус может указывать на частое использование полутонов в контрапункте (предвосхищение хроматизма Маркетто Падуанского) в отношении традиционно диатонического cantus firmus[33].

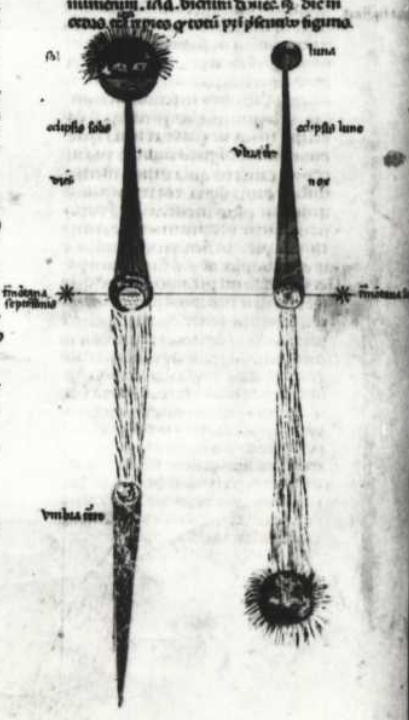
Схема затмений из самой ранней «длинной» рукописи (MS Clm. 10268).

Согласно историку Мейеру, эти главы являются позднейшей вставкой, они присутствуют лишь в длинной редакции книги.
Liber particularis — это короткая книга, которая призвана дополнять более полное и более совершенное отношение к вещам, изложенным для «новичков» в первой части. Всё, что включает эта вторая книга, должно было быть «новым», но необходимым для лучшего знакомства с великой наукой: «Тот, кто изучил обе книги, мог претендовать на звание начинающего астролога». По словам историка науки Г. Хаскинса, эти дополнения касаются главным образом погоды: солнце, луна и звезды; ветры и приливы; различные метеорологические вопросы. По сравнению с первой частью, Майкл более широко опирался на латинских авторов, таких как Исидор Севильский, и на метеорологические теории Аристотеля. Последняя часть Liber particularis — самая интересная, так как в ней содержится большое количество вопросов, связанных с предложением Майкла Фридрихом II вместе с его ответами. Вопросник Фридриха давно известен из так называемых сицилийских вопросов, отправленных разным арабским правителям и частично сохранившимся в ответах Ибн Сахина из Сеуты. Фрагменты набора вопросов по оптике были восстановлены историком науки Э. Видеманном.
| Почему объекты, частично покрытые водой, согнуты? Почему Канопус кажется больше, когда он близок к горизонту? В чём причина пятен перед глазами? |

Ответы менее интересны, чем вопросы; одна глава, алхимическая по своему характеру, относится к металлам и не относится к вопросам Фредерика. Отвечая на вопросы императора о Земле, Скот объясняет, что земля кругла, как шар, окруженный водой, а воды удерживаются на своём месте «тайным свойством». Расстояние до края вод под землей, по мнению Майкла, равно расстоянию до Луны. После воздушных границ начинается огонь, начиная от луны до восьмой сферы, затем водные слои, а затем эфир до девятой сферы, причём сферы устанавливаются одна над другой подобно слоям лука (так Майкл описал концентрические сферы). Воды моря горькие, потому что они старше и не поддаются жару солнца. По словам Скота, воды были созданы со свойством неисчерпания до тех пор, пока мир стоит; воды движутся в земле, как кровь в венах, качество воды в зависимости от земли, через которую она проходит, и её тепло идёт от сухих, горячих скал, особенно серных.

#### Liber physiognomiae

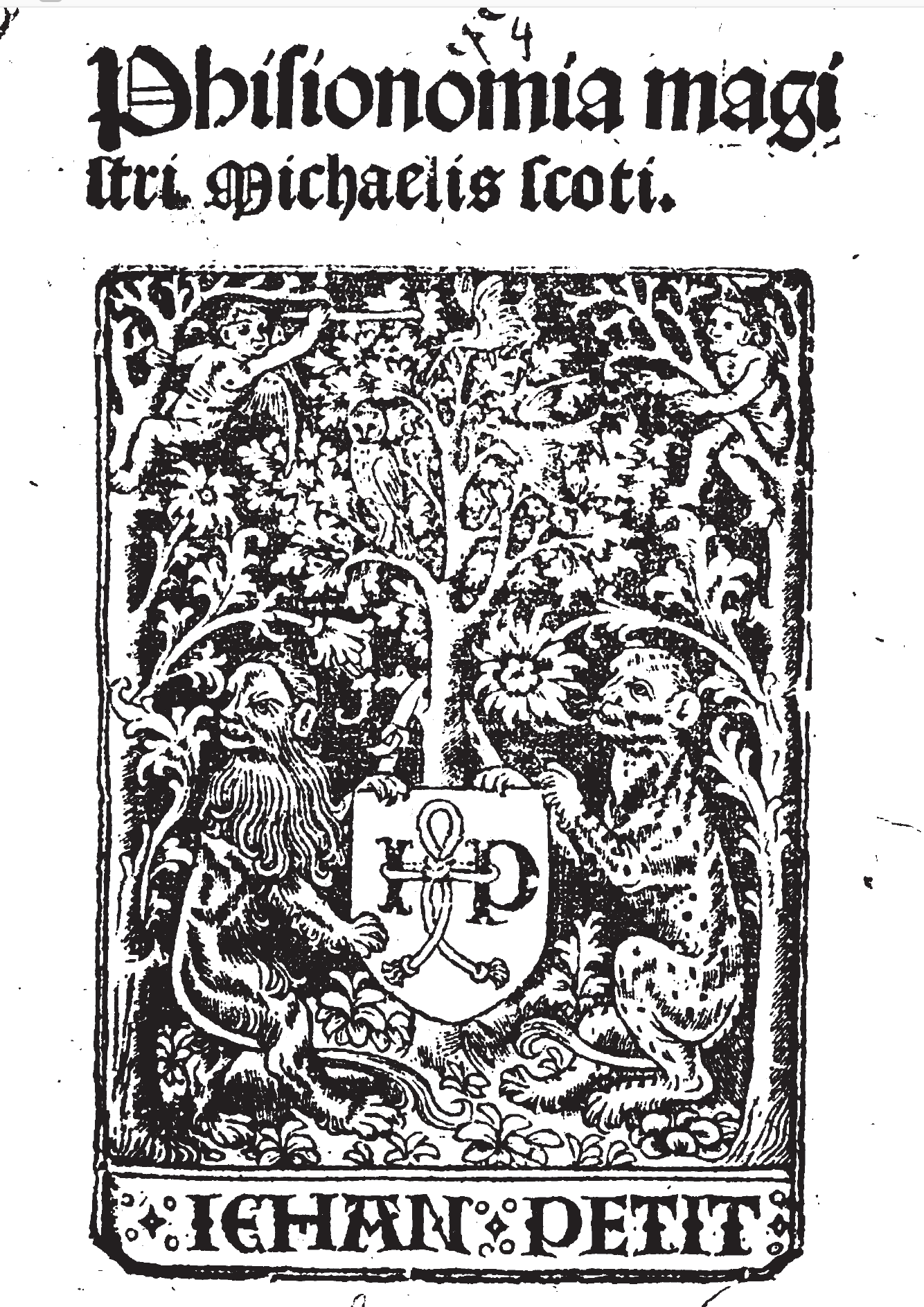
Титульный лист издания Liber physiognomiae издания 1483 года.

Liber physiognomiae (Книга физиогномики) — это трактат по физиогномике, являющийся последней книгой трилогии, известной как Liber introductorius (Книга введения). Это самая популярная работа Майкла. Книга также известна под названием De physiognomia et de hominis procreatione. Liber physiognomiae состоит из трёх разделов, описывающих различные теории о деторождении, поколениях, толковании сновидений и, собственно, физиогномике. Информация, содержащаяся в Liber physiognomiae, была получена в основном из арабских копий произведений Аристотеля и Псевдо-Аристотеля. Трактат был написан в начале XIII века для Фридриха II, императора Священной Римской империи, а опубликован был впервые в 1477 году. Liber physiognomiae была очень популярна и много раз переиздавалась, она выдержала больше 18-ти изданий с 1477 до 1660 года. Работа Скота оказала большое влияние на физиогномику и в значительной степени повлияла на её применение.
Третья часть трилогии сохранилась в трёх или четырёх рукописях. Название Physionomia соответствует примерно половине книги. Более уместным было бы название De secretis nature. Большая часть того, что называют книгой первой, в печатных изданиях содержит подробный рассказ о размножении людей, с анатомическими и физиологическими описаниями, информацией о лучшем времени для зачатия, о сексуальном поведении и о плоде в течение каждого из девяти месяцев после зачатия. Остальная часть содержит рассказ о различиях между родами и видами животных.
Книги вторая и третья содержат в чистом виде физиогномию. В контексте различных частей тела, в связи с основными или другими качествами, влияющими на них, призвано показать, как души внутренне зависят от их тел: «animae sequuntur corpus». Книга третья рассказывает, как такие части тела, как волосы, лоб, глаза, ногти и пятки, если они должным образом изучены, могут сообщить о достоинствах и пороках мужчин и женщин. В печатные издания Liber physiognomiae не включали трактат De urinis. Он публиковался отдельно.

### Приписываемые сочинения
Переводы «Физики», «Метафизики» и «Этики» Аристотеля были приписаны Скоту, но без достаточных обоснований.
Были ли им написаны труды по алхимии и предсказаниям, неизвестно, но из-за его репутации мага и алхимика эти трактаты приписали ему.
«Ватичиниум» (лат. Vaticinium) - пророчество в стихах 1231 года является единственным «пророческим» текстом Майкла, за исключением нескольких включений такого рода в Liber introductorius.
В «Вопросах Николая Перипатетичи» (лат. Quaestiones Nicolai peripatetici) содержится несколько дискуссий по физическим, химическим и физиологическим темам, аналогичным тем, что описаны в трилогии Liber introductorius. Вопросы сохранились без указания авторства в нескольких рукописях и были приписаны Майклу Альбертом Великим, который осудил их как мусор.
Шесть частей труда «Разделение философии» (лат. Divisio philosophie), приписанные Майклу Винсентом из Бове в его труде «Зерцало великое» (лат. Speculum majus), содержат определение философии, основную классификацию теоретических и практических наук, а также некоторые сведения из математики и метафизики. Одним из источников этих фрагментов является Доминик Гундиссалин; другие содержатся в арабских текстах.
«Об алхимии» или «Искусство алхимии» лат. De Alchimia, Ars alchemie сохранилась в трёх (или двух) рукописях. В нём металлы связываются с планетами. Преобразование Венеры в солнце, Меркурия (ртути) в серебро и свинца в золото, природа солей — основные темы, обсуждаемые в этом трактате.
«Свет»(лат. Lumen luminum) возможно, основной труд, в котором сохранилось переведённое с арабского произведение «Дедал грек» (лат. Dedalus grecus). Он содержит алхимическое исследование и описание солей.
«Философская мысль» (лат. Mensa philosophica) изданная под именем Майкла (со многими ссылками на латинских авторов, известных только после смерти Майкла), написана явно другим и более поздним автором.
Трактат «Геомантия» (лат. Geomantia), который пока не изучен приписывается Майклу в мюнхенской рукописи.

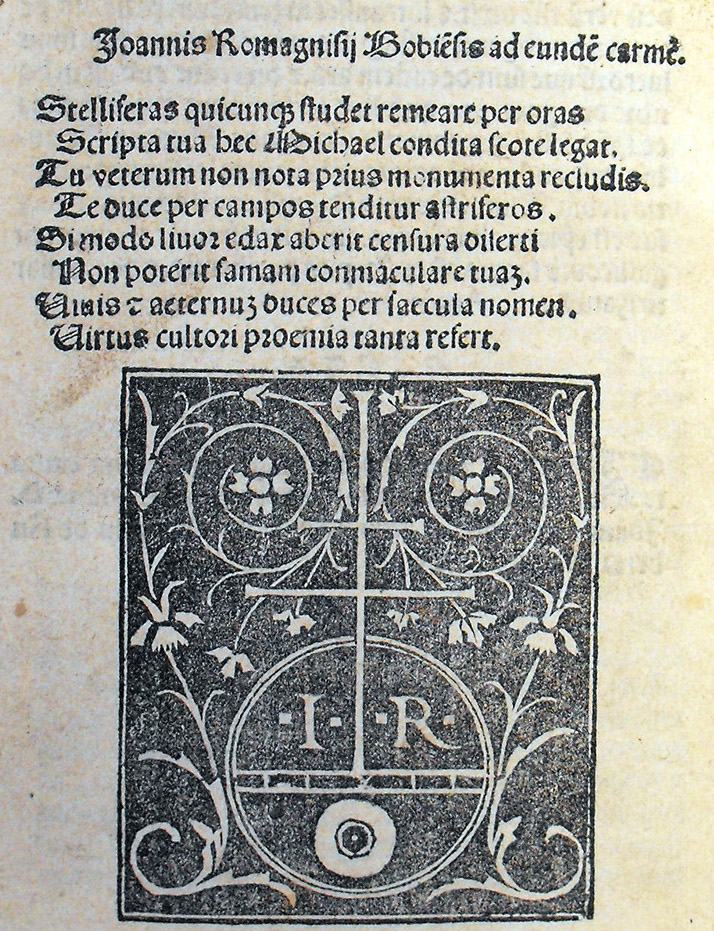
Часть титульного листа издания 1495 года «Трактата о сфере Сакробоско»

#### Комментарии к Сфере Сакробоско
Комментарии к известному трактату Иоанна Сакробоско «Трактат о сфере» (лат. Tractatus de sphaera) приписывались Майклу Скоту. В рукописях Майкл не упоминается, единственное основание для приписывания её Скоту — заглавная страница печатного издания 1495 года. Известны две анонимные рукописи комментариев. Историк науки Л. Торндайк предположил, что двадцать восемь частей-лекций действительно отражают курс лекций. Этот труд является важным документом, который, скорее всего, относится ко времени жизни Майкла. Методологически работа соответствует тому времени. Ни один из цитируемых авторов не был известен на латинском языке до смерти Майкла. Упомянутыми или цитируемыми в трактате являются следующие авторы: Аристотель (Physica, De caelo, Metaphysica [Prima philosophia], De generatione et corruptione, Meteorologica, De anima, De sensu, Analytica posteriora), Псевдо-Аристотель (De plantis De proprietatibus elementorum), Платон, Аль-Фергани, Евклид, Боэций, Ибн Сина, Ибн Рушд (De substantia orbis, Commentary on Metaphysics), Феодосий (Spherica).

#### Опыт некромантии
Также Майклу приписывается «Опыт некромантии» (лат. Experimenta necromantica). Рукопись, находящаяся в библиотеке Лауренциана во Флоренции и относится ко второй половине пятнадцатого века, озаглавлена «Эксперименты Майкла Скотта Некроманта» (лат. Experimentum Michaelis Scoti nigromantici). Согласно надписи на трактате, он является переводом с арабского, осуществлённым в 1261 году. Поскольку Майкла к середине 1236 года уже не было в живых, его авторство более чем сомнительно. Автор текста приписал его Майклу, чтобы имя известного мага сделало трактат более значимым и весомым. Учитывая репутацию Скота как чародея из Толедо, долгое время авторство не вызывало сомнений . Тритемий, Иоганн об этой книге писал:
Это книга некого Майкла Скотта, в которой с дьяволом как  наставником, обещано знание всех суеверных и дьявольских вещей.
Оригинальный текст (лат.)Est liber cuiusdam Michaelis Scoti, in quo promittitur, diabolo docente, omnium rerum scientia: in quo nihil est non superstitiosum et diabolicumю

## Значение и личность
Скот, судя по слухам, был императорским наставником, но хронисты называлиего «астролог». Он написал несколько книг, однако самый крупный его вклад в науку был связан с переводами. Значение переводов, выполненных Майклом Скотом и другими средневековыми переводчиками, трудно переоценить. Огромный корпус греческих и арабских аристотелевских произведений, которые стали доступны на латыни, революционизировали образование и мышление. В школе Толедо были сделаны переводы произведений Аль-Хорезми и, возможно, даже Абу Камиля. Леонардо Фибоначчи использовал их для написания Книги абака. Было даже высказано предположение, что Майкл Скот мог сыграть косвенную роль в представлении последовательности Фибоначчи. Вторая, исправленная, версия «Книги абака», написанная в 1227 году, была посвящена Майклу Скотту.
Выполненный Скотом перевод Истории животных Аристотеля с комментариями Ибн Рушда, помог Фридриху написать знаменитую книгу о соколиной охоте. Опубликованная в 1240 году De Arte Venandi cum Avibus («Искусство охоты с птицами»), считается одним из самых ранних орнитологических трудов и первым иллюстрированным трудом на эту тему.
К середине тринадцатого века возник курс по естественной философии Аристотеля, изучаемой с помощью комментариев Ибн Рушда и других арабских мыслителей.
Скот обладал хорошим знанием арабской астрономии и её приложений и гордился точностью своих наблюдений и расчетов. Его вера в астрологию не противоречила его воззрениям как учёного, поскольку астрология и астрономия в то время (и даже ещё во времена Кеплера) не разделялись. Собственный научный вклад Скота не был понят. Отчасти это произошло потому, что он жил в то время, когда наука, суеверие, религия и вера в магию сосуществовали вместе. Тем не менее, Скот был наблюдателен. Его подробное описание на латыни медицинского случая «Марии из Болоньи», неверно определённого им как «кальцинированная фиброидная опухоль»(возможно, миома; «calcified fibroid tumor»), было понято в 1970-х годах как описание очень редкого случая выкидыша. Скот пользовался репутацией практикующего врача. Томас Демпстер (1579—1625), который был профессором в Болонье и Пизе в 1616—1625 годах, писал об «исключительных знаниях» Скота, называя его также «одним из первых врачей, которых надо изучать». Другой автор писал, что он добивался излечения в трудных случаях, преуспел в лечении проказы, подагры и водянки.
Недавнее исследование текста Майкла Скота о нескольких радугах (явление, понятное лишь современной физике) показало, что Майкл Скот, возможно, был в контакте с туарегами пустыни Сахара.
Критика трудов Майкла дана Альбертом Великим; Роджер Бэкон частично критиковал труды Скота, частично хвалил их, но лингвистические заслуги Скота Роджер Бэкон принижал. Бэкон обвинял Скота в том, что тот вводил всех в заблуждение, что знает арабский язык, тогда как, по словам Бэкона, на самом деле основную работу по переводу осуществил еврей по имени Андрей
Оценка личности и деятельности Скота современными историками науки тоже неоднозначна. Они признают значение вклада в науку переводов Скота, но невысоко ставят его личные изыскания:

В самом начале тринадцатого века жил Михаил Скот — чудо образованного двора Фридриха II, возможно, монарший наставник, «Величайший Мастер» Парижа, человек, который оказал огромную помощь в том, чтобы сокровища мудрости, собранные арабами в Испании, стали всеобщим достоянием латинского христианства, тот, кто представил западной Европе латинский перевод Аверроэса и дополненного Аристотеля.
Оригинальный текст (англ.)There was Michael
Scot in the early years of the thirteenth century, the wonder of the cultured court of Frederick H, perhaps that monarch's tutor, the «Supreme Master» of Paris, the man who helped much to make the treasures of learning amassedby the Arabs in Spain the common property of Latin Christendom, the introducer to Western Europe of a Latin ver- sion of Averroes and of an enlarged Aristotle.
— Линн Торндайк

… его собственные сочинения показывают, что он был претенциозным и хвастливым, без ясного понимания границ своих знаний и с тенденцией переходить грань между астрологией и некромантией. В то же время у него был экспериментальный образ мышления, и окончательное решение относительно его научных достижений должно ждать более тщательного изучения его обширных трактатов по астрологии: Liber introductorius и Liber particularisОригинальный текст (англ.)his own writings show him to have been  pretentious and boastful, with no clear sense of the limits of his 
knowledge, and with a tendency to overstep the line, if line there  be, between astrology and necromancy. At the same time he had  an experimental habit of mind, and a final judgment as to his  scientific attainments must await the more careful sifting of his  extensive treatises on astrology, the Liber introductorius and the  Liber particularis. 
— Гомер Хаскинс

## Образ в легендах и литературе

### Предсказания
Легенды о Майкле начали возникать ещё при его жизни и сразу после его смерти. Якобы, Майкл предсказал Фридриху: «… ты умрешь у железной двери, в месте, имя которого будет образовано от слова цветок …». По этой причине император избегал Флоренции. В начале декабря 1250 года во время охоты его схватили сильные боли в животе, и его отвезли в ближайший замок. Когда ему сообщили, что замок называется Фьорентино, Фридрих понял, что смерть близка. Ещё два сбывшихся пророчества Майкла приводит Виллани.
«Исполнилось пророчество магистра Микеле Скотто, что Кане из Вероны будет властелином Падуи и всей Тревизской Марки».
«Справедливым было определение великого философа, магистра Микеле Скотто, которое он дал в старину относительно судеб Флоренции и которое идет к нашему предмету… Недолго цвести неразумной Флоренции, она скатится в грязь и будет жить во лжи».
1231 годом помечена рукопись с поэтическим пророчеством о будущем многих городов на севере Италии. Это пророчество, написанное по просьбе болонских сановников, приписывалось Майклу пармским хронистом Салимбене. Вероятно, именно это пророчество имел в виду Генри Авраншский, когда писал в начале 1236 года императору Фридриху II, что Майкл, предсказывавший судьбу других, сам стал жертвой судьбы.

### Легенды
В Шотландии рассказывают о том, как Майкл победил ведьму, как Майкл с помощью магии выполнил поручение шотландского короля, пославшего его в Париж. Согласно шотландским легендам, кромлех Длинная Мег и её дочери — это ведьмы, собравшиеся на шабаш и обращённые в камень Майклом Скотом.
Несмотря на хороший приём папой в 1227 году, Скот приобрёл зловещую репутацию чародея или колдуна и был помещён Данте в Ад в 8 круг. Итальянский поэт Фацио Делле Уберти (1305/09 — после 1367) упоминал Майкла Скота как прорицателя. Боккаччио (1313—1375) упомянул его как некроманта в Декамероне. В произведении «Рай Альберти» (итал. Paradiso degli Alberti), написанном около 1389 года Джованни ди Герардо, приводится легенда о том, как Майкл Скот на коронации Фридриха в Риме 22 ноября 1220 года вызвал по заказу дождь, а также приведены другие примеры колдовских деяний Майкла. Пико делла Мирандола (1463—1494) критиковал Майкла в трактате против астрологии, он считал Майкла «автором без веса и полного суеверий». Итальянский поэт Теофило Фоленго (1491—1544) в поэме «Maccaronea» перечисляет колдовские дела Скота.

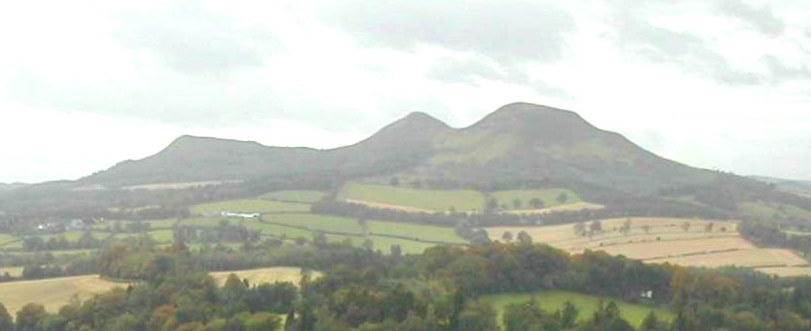
Гора Эйлдон-хилл, согласно легенде, имела одну вершину, но Майкл Скот разделил её на три.

Псевдо-Боккаччо описал легенду о пармском сапожнике. Во время осады Пармы Фридрихом жители Пармы ворвались в Витториозу и захватили всё имущество императора. Сапожник попал в императорскую палатку и принёс оттуда волшебный бочонок, из которого сапожник и его жена пили изо дня в день. Они удивились, что вино никогда не заканчивалось. Они открыли бочку и нашли в ней маленькую серебряную фигуру ангела, сидящего на серебряном винограде, из которого и текло вино. Фигурка была сделана и заколдована Майклом Скотом. Но после того, как волшебство открылось, вино пропало. Некоторые из сказок создают впечатление, что Скот мог использовать гипноз. Например, на пиршестве в январе гости увидели лозы со спелыми гроздьями винограда, выросшие из стола. Присутствующим было предложено выбрать гроздь и ждать определённого слова. При слове «срезайте» виноград исчез, и каждый из гостей очнулся, обнаружив, что держит одной рукой нож, а другой — рукав соседа.

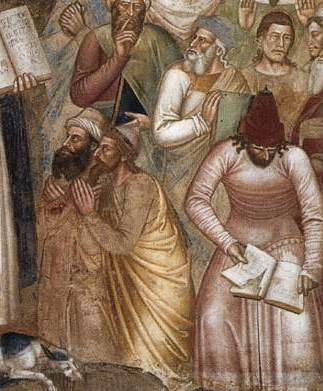
Возможное изображение Майкла Скота на фреске Андреа Бонайути

Томас Демпстер был высокого мнения о Майкле, легенды о нём назвал лишь «старушечьими сказками». Габриэль Ноде (1600—1653) в «Апологии всех великих людей, которых обвиняли в магии» (фр. Apologie pour tous les grands hommes, qui ont esté accusez de magie) защищает доброе имя Скота. Джон Лейден (1775—1811) упоминал Майкла в поэме «Лорд Сулис» как волшебника, которого боялись демоны в аду. Аллан Каннингем (1784—1842) написал поэму «Сэр Майкл Скот», а Кольридж (1772—1834) планировал написать драму о жизни Майкла, эту тему он считал лучшей, чем Фауст. Вальтер Скотт упоминает Майкла в Песне последнего менестреля как волшебника. Он перечисляет чудеса, приписывавшиеся легендами Майклу Скоту, и легенду о захоронении Майкла в аббатстве Мелроуз.

## Возможное изображение
По мнению историка средневековой науки Гомера Хаскинса, на фреске в Испанской капелле базилики Санта-Мария-Новелла, возможно, изображён Майкл Скот. Приехав из Толедо, Майкл Скот одевался иначе, чем это было принято в Италии. Долгое сосуществование испанцев с маврами и соседство с ними привели к тому, что одежда жителей Испании была похожа на мавританскую. Они носили приталенную (узкую в боках на талии) одежду и остроконечные шапки. Появление Майкла в Палермо произвело настолько большое впечатление, что помнилось и через столетие, во времена Данте. По мнению некоторых комментаторов Данте, в словах «Quell’altro che nel fianchi è così poco, Michele Scotto fu» речь идёт не о худых боках, как в переводе Михаила Лозинского, а об узкой в боках одежде. Именно так одет персонаж в правом нижнем углу фрески Андреа Бонайути «Торжество церкви», вырывающий листы из еретической книги.

## Комментарии
1. ↑  Hugo ab Alugant, Beneguardinus Davidbam, Joannes Papiensis, Dominicus Hispanus, Michael Scotus, Stephanus Francigena, Girardus de Sabloneta Cremonensis, et multi alii...
2. ↑  «Я, Майкл Скот, <...> заявляю, что в 1221 году, 1 ноября, благородная дама из Болоньи, которая была моей хозяйкой, вдова Альбертуса Галлуса, по происхождению выше других дам в её городе и известная, привела ко мне  мудрую женщину по имени Мария, жившую в хорошем доме по соседству. Мария показала мне два камня. <...> камень пришел из чрева упомянутой Марии 1 июля того же года. <...> И в восьмой день июля вышел ещё камень такого же рода и того же веса.<...> И на упомянутых камнях не было борозд, как в камнях из почек или мочевого пузыря. <...> Эта Мария посоветовалась со мной из-за трудности с мочеиспусканием»[1][24]
3. ↑  Opus Majus ad Clementem IV: Michael Scotus, ignarus quidem et verborum et rerum, fere omnia quae sub nomine ejus prodierunt, ab Andrea quodam Judaeo inutuatus est. 

Compendium Studii Theolögiae: Michael Scotus ascripsit sibi translationes multas. Sed certum est quod Andreas quidam Judaeus plus laboravit in his[62].
4. 1 2  А следующий, этот худобокой,
Звался Микеле Скотто и большим
В волшебных плутнях почитался докой.
Оригинальный текст (итал.)Quell altro che ne’ fianchi è cosi poco,
Michele Scotto fu, che veramente
Delle magiche frodè seppe il guioco
Песнь 20, строки 115-117[70]
5. ↑  
Оригинальный текст (итал.)In questo tempo che m'odi contare

Michele Scotto fu, che per sua arte

Sapeva Simon Mago contraffare,

E se tu leggerai nelle sue carte

Le profezie ch'ei fece, troverai

Vere venire dove sono sparte.
Il Dittamondo[72]
6. ↑  был в нашем городе великий мастер некромантии, по имени Микеле Скотто, ибо он был из Шотландии; именитые люди, из которых лишь немногие остались теперь в живых, оказывали ему великие почести.
Оригинальный текст (итал.)in questa cittá fu un gran maestro in nigromantia il quale ebbe nome Michele Scotto, per ciò che di Scozia era, e da molti gentili uomini, de’ quali pochi oggi son vivi, ricevette grandissimo onore.8 день 9 новелла[73][74]
7. 1 2  В тех дальних краях привело меня что-то
Под кровлю кудесника Майкла Скотта,
Известного всем мудрецам:
Когда в Саламанке, магистр чернокнижья, 
Он жезл поднимал — дрожали в Париже
Все колокола Нотр-Дам.
Его заклинаний великая сила
Холм Элдонский натрое раскроила
И Твида теченье остановила.
Оригинальный текст (англ.)In these far climes it was my lot
To meet the wondrous Michael Scott,
A wizard, of such dreaded fame,
Than when, in Salmanca's cave,
Him listed his magic wand to wave,
The bells would ring in Notre Dame!
Some of his skill he taught to me;
And Warrior, I could say to thee
The words that cleft Eildon hills in three,
And bridled the Tweed with a curb of stone:
But to speak them were a deadly sinПеснь вторая, Строфа 13[78]
8. ↑  Он взял книгу черных предсказаний
Полную множеством заклинаний.
Книга была написана Майклом Скотом,
Которого боялись демоны в аду.
Оригинальный текст (англ.)The black spae-book from his breast he took,
Impress’d with many a warlock spell:
And the book it was wrote by Michael Scott, 
Who held in awe the fiends of hell. «Лорд Сулис»[84]
9. ↑  «На юге Шотландии любая работа великого труда и древности приписывается либо деятельности Старого Майкла, или сэру Уильяму Уоллесу, или дьяволу»,
Оригинальный текст (англ.)in the south of Scotland, any work of great labour and antiquity is ascribed, either to the agency of Auld Michael, or Sir William Wallace, or of the devilПриложения[8][86]
10. ↑  И тут же каждый из гостей,
 Ревнуя о душе своей,
  Поклялся Модану святому,
  Пречистой и кресту честному
  Пойти в Мелроз, где Майкл Скотт 
 Никак покоя не найдет.
  Молитва общая, быть может,
  Душе кудесника поможет.

Оригинальный текст (англ.)Then each, to ease his troubled breast,
To some bless'd saint his prayers address'd:
Some to St. Modan made their vows,
Some to St. Mary of the Lowes,
Some to the Holy Rood of Lisle,
Some to our Ladye of the Isle ;
Each did his patron witness make,
That he such pilgrimage would take,
And Monks should sing, and bells should toll,
All for the weal of Michael's soul.
Песнь шестая, Строфа 27[87]